# オトコマエ!
『オトコマエ!』（オトコマエ）は、NHK総合テレビの「土曜時代劇」枠で2008年から2009年に放送された時代劇シリーズ。原作は井川香四郎『梟与力吟味帳』シリーズ。福士誠治と斎藤工のダブル主演で、北町奉行所の吟味方与力と評定所の物調役の幼なじみの2人の若者が弱者に味方し悪を懲らしめる姿を、30分の1話完結で描く。
第1シリーズ『オトコマエ!』が2008年4月12日から7月26日まで土曜日の19:30 - 20:00に全13回にて、第2シリーズ『オトコマエ!2』が2009年9月5日から12月12日まで土曜日の19:30 - 20:00に全14回にて放送された。
なお、本作はNHK木曜時代劇枠を引き継いだ最初の作品である。
本項では続編「オトコマエ!2」についても記述する。

## 概要
時は天保のころ、明治維新を目前に控えた1840年代、ところは江戸の町。
同じ寺子屋に学んだ幼馴染コンビ、北町奉行所吟味方与力・藤堂逸馬（とうどう いつま）と評定所吟味物調役・武田信三郎（たけだ しんざぶろう）が、江戸の町で弱者いじめを行なう権力者達に立ち向かう。公儀と豪商の癒着・利権を暴いたり、瓦版の名誉毀損・事実無根の内容に対して謝罪声明掲載を命じたり（パート2最終回）など、現代ドラマにも通じる脚本が書かれている。
クライマックスで藤堂の切る啖呵「てめえら、ぜってぇ（絶対）許せねぇ!」が決め台詞。
2009年9月5日から12月12日まで第二弾「オトコマエ!2」が放送された。

## キャスト

### 主要人物

#### 共通
- 藤堂逸馬（北町奉行所の吟味方与力、元は木綿問屋の子で町人）：福士誠治
- 武田信三郎（評定所の吟味物調役）：斎藤工
- 武田のぶ（信三郎の母）：浅田美代子
- 佐和（料亭「佐和膳」女将）：井上和香
- 鳥居耀蔵（南町奉行）：片岡鶴太郎
- 遠山金四郎景元（北町奉行）：柴田恭兵

#### オトコマエ!（主要人物）
- “仙人”宮宅又兵衛（寺子屋「一風堂」の先生で逸馬と信三郎の恩師）：藤村俊二
- 茜（一風堂の若先生、実は鳥居耀蔵の手先で隠し子）：近野成美

#### その他のキャスト
- 坪井喜八郎（北町筆頭与力で逸馬の上司）：小倉一郎
- 中嶋勘解由（南町筆頭与力）：佐戸井けん太
- 藤木玄蕃（北町与力、逸馬の先輩）：小須田康人
- 広沢与兵衛（北町与力、逸馬の同僚）：皆川猿時
- 加藤（南町与力）：三波豊和
- 朝倉（南町与力）：酒向芳
- 竹本（南町与力）：西田征史
- 小川良晏（医師）：堀内正美
- 勘吉（読売、兼ナレーター）：林家彦いち
- 留吉（読売）：三島ゆたか
- 鶴次郎：三遊亭神楽
- 千代丸（鳥居耀蔵の愛猫）：チンチラ

#### オトコマエ!2（主要人物）
- “仙人”宮宅又兵衛：石橋蓮司
- 長谷川いね（逸馬の伯母）：松金よね子
- 武田静江（信三郎の押しかけ妻、旧姓は倉田）：黒川芽以
- 朱雀（鳥居耀蔵の手先）：帆之亟
- なつめ（読売、兼ナレーター）：佐藤江梨子
- 水野忠邦（老中）：勝部演之
- 茶店の主：梅津栄
- 千代丸：スコティッシュフォールド

茜、勘吉、留吉は登場せず。これ以外の出演者は従前どおり。
ただし一部の登場人物の年齢が若干上下しており、前作ではその存在を匂わせるだけに留まっていた刺青を遠山が見せるようになる、事件の探索だけをしていた逸馬が度々白州で裁きを下すようになるなど、随所に細かな設定変更がある。

### ゲスト

#### オトコマエ!（ゲスト）
- 第1回「許さねえ」
  - 伊三次：半海一晃
  - お光（伊三次の実の娘）：星井七瀬
  - 町娘の一人：嘉陽愛子
  - 黒岩辰兵衛（南町奉行所 同心）：嶋田久作
- 第2回「助けてえ」
  - お柳：入山法子
  - 紅屋徳右衛門：諏訪太朗（番組では旧芸名の“太郎”表記）
  - 橋本道尚（南町奉行所 同心）：宮本大誠
  - 房蔵（南町奉行所 岡っ引）：赤塚真人
  - よね（長屋の女房）：三谷悦代
  - 左七（長屋の住人）：森下能幸
- 第3回「はめられた 前編」/第4回「はめられた 後編」
  - 長尾半兵衛：池田成志
  - 中西嘉平（鳥居の部下/偽の長尾半兵衛）：一本気伸吾
  - 呉作（農民）：谷津勲
  - 松吉（農民）：落合扶樹
  - 太平（農民）：水野智則
  - 徳治（農民）：田口主将
  - 弥平：河原田ヤスケ（第3回のみ）
  - 小菊（芸者）：加藤忍
- 第5回「しくじった」
  - 卯吉：川野直輝
  - 兼松：ダイアモンド☆ユカイ
  - 南町奉行所の与力：桐山浩一
  - 小六（長屋の住人）：荒谷清水
  - はつ（長屋の住人）：大草理乙子
- 第6回「休みてえ」
  - かわら版の客：松本じゅん
  - 巳代治（かわら版の客）：大月秀幸
- 第7回「女だますな」
  - 橘富麻呂：川﨑麻世
  - 笠置屋：剛州
  - 笠置屋の女房：弘中麻紀
- 第8回「信じてえ」
  - 前坂小五郎（医師見習い）：池田鉄洋
  - しほ（小五郎の娘）：山口愛
  - 志乃（小五郎の女房）：梅宮万紗子
  - 文蔵（自殺志願の男）：粟島瑞丸
  - 野崎聡史
- 第9回「夢、見てえ」
  - 風花清十郎（芝居役者）：入江雅人
- 第10回「兄ちゃんだい」
  - 春馬（逸馬の実弟）：井筒太一
  - お絹：東海林愛美
  - お勝（徳洲堂の後妻）：宮本真希
  - 徳洲堂の手代：少路勇介
  - 常吉（徳洲堂の荷担ぎ人）：西海健二郎
  - 徳洲堂の常吉の女房：明星真由美
- 第11回「悪人狩り 前編」/第12回「悪人狩り 後編」
  - 銀平：清水優
  - 文吾（岡っ引）：今井朋彦
  - 影山兵庫之介（南町同心）＝葛西の善五郎：神尾佑
  - 雪（茜の母）：中山忍
  - 文吾の女房：大家由祐子
  - 銀平の父：真実一路（第11回のみ）
  - 本所三笠町の男：大島宇三郎
  - 本所三笠町の男：江良潤（第12回のみ）
- 最終回「そして目が覚めた」
  - 紀州屋仁左衛門：三浦浩一

#### オトコマエ!2（ゲスト）
- 第1回「医は仁術なり」
  - 榊原道庵（医師）：白井晃
  - 雁六：市川しんぺー
  - 半助：松原征二
  - 喜代（半助の妻）：松永玲子
- 第2回「千両小町」
  - お花：柳沢なな
  - 稲葉屋智右衛門：吹越満
  - 芳吉：蟹江一平
  - 伊藤裕三郎（阿部家用人）：松澤一之
  - 田所浅之介（倉田家用人）：渡辺哲（引き続き第3回にも登場）
  - 阿部右近将監（殿様・回想）：新田純一（朱雀役の帆之亟のブログによれば、出演部分は尺の問題でカット）
  - おたえ（お花の母・回想）：浜田翔子
- 第3回「おかげさま」
  - 円恵和尚（永得寺 住職）＝柳家華人（戯作本作者）：江波杏子
  - 倉田主水介勝成（静江の父）：有福正志（後に第13回にも登場）
  - 清峰（永得寺 尼僧）：山下容莉枝
  - おさよ：岡野真那美
- 第4回「里山の決戦 前編」、第5回「里山の決戦 後編」
  - 栄市：大朏岳優
  - おみつ（栄市の妹）：奥山志紀
  - 孫六：鈴木一功（第4回のみ）
  - 美濃屋数右衛門：天宮良
  - 神酒蔵（ならず者の頭）：前田健
  - 岩井弦庵（偽山師）：上島竜兵（第5回のみ）
  - 旅籠「奈良屋」主人：横山あきお（第5回のみ）
- 第6回「佐和の恩返し」
  - 加代：柊瑠美
  - 小松屋清八（加代の父）：木下浩之
  - 橋本屋尚右衛門：林泰文
  - 長野太郎左衛門（作事奉行）：上杉祥三
  - 勝乃（料亭「桃川」女将）：浅茅陽子
- 第7回「夫婦日和」
  - 和泉屋清兵衛：大滝寛
  - お千津（清兵衛の妻）：今村恵子
  - 喜一郎（清兵衛の兄）：六平直政
  - 亀蔵（和泉屋番頭）：草見潤平
  - 源爺：山谷初男
  - お富（夜鷹）：不二子
  - 栄吉（ばくち打ち）：日暮玩具
- 第8回「落とし穴 前編」、第9回「落とし穴 後編」
  - 浜田弥次郎 ：中村勘太郎
  - よしの：宝生舞
  - 網島屋潮五郎：松尾貴史（第8回のみ）
- 第10回「恋のからくり」
  - お清（鳥居耀蔵の手先）：荻野目慶子
  - たみ（お清の相方）：大平奈津美
  - 玄武（鳥居耀蔵の手先）：吉田メタル
  - 惣右衛門（詐欺の被害者）：沼田爆
  - お里（惣右衛門の孫娘）：紗綾
  - 播磨屋菊右衛門：ガダルカナル・タカ
  - お豊（詐欺団の一味）：岩橋道子
  - 勝蔵（詐欺団の頭）：谷本一
- 第11回「損して得とれ」
  - 大坂屋加茂兵衛：菅田俊
  - 金太郎：小倉久寛
  - 小春：島田珠代
  - 読売：花ヶ前浩一
- 第12回「不肖の孫」
  - 長谷川久尚（いねの孫）：中村蒼
  - 弥助：山口粧太
  - おせん：池永亜美
- 第13回「静江の恋」
  - 新井幸之助：内田朝陽
  - 倉田隆成（静江の兄）：川久保拓司
  - 静江の叔母：大島蓉子
- 最終回「卒業試験」
  - お種：淡路恵子
  - お滝：須藤理彩
  - お涼：神農幸
  - 太一（お滝の弟）：間宮祥太朗

## スタッフ
- 原作 - 井川香四郎『梟与力吟味帳』シリーズ[注 1]（講談社文庫）より
- 制作統括 - 菅野高至、安原裕人、加賀田透（NHKドラマ番組）
- 脚本 - 斉藤樹実子、井川香四郎、川上英幸、坂田義和、菱田信也、梶本惠美、飯野陽子
- 演出 - 石塚嘉、黛りんたろう、本木一博、田中英治
- 音楽 - 羽岡佳
- 制作・著作 - NHKエンタープライズ

## 主題歌
- 中村雅俊『涙』（作詞・作曲：都志見隆、編曲：河野伸）

## 放送日程

### オトコマエ!（放送日程）
| 放送回 | 放送日         | サブタイトル     | 脚本       | 演出         |
| ------ | -------------- | ---------------- | ---------- | ------------ |
| 第1回  | 2008年04月12日 | 許さねえ         | 斉藤樹実子 | 石塚嘉       |
| 第2回  | 2008年04月19日 | 助けてえ         | 井川香四郎 | 石塚嘉       |
| 第3回  | 2008年04月26日 | はめられた 前編  | 川上英幸   | 石塚嘉       |
| 第4回  | 2008年05月03日 | はめられた 後編  | 川上英幸   | 石塚嘉       |
| 第5回  | 2008年05月17日 | しくじった       | 坂田義和   | 石塚嘉       |
| 第6回  | 2008年05月24日 | 休みてえ         | 菱田信也   | 石塚嘉       |
| 第7回  | 2008年05月31日 | 女だますな       | 斉藤樹実子 | 黛りんたろう |
| 第8回  | 2008年06月14日 | 信じてえ         | 川上英幸   | 黛りんたろう |
| 第9回  | 2008年06月28日 | 夢、見てえ       | 菱田信也   | 田中英治     |
| 第10回 | 2008年07月05日 | 兄ちゃんだい     | 斉藤樹実子 | 田中英治     |
| 第11回 | 2008年07月12日 | 悪人狩り 前編    | 川上英幸   | 黛りんたろう |
| 第12回 | 2008年07月19日 | 悪人狩り 後編    | 川上英幸   | 黛りんたろう |
| 最終回 | 2008年07月26日 | そして目が覚めた | 菱田信也   | 黛りんたろう |

5月10日・6月21日はプロ野球（巨人対中日戦、巨人対ソフトバンク戦）中継のため休止。6月7日は『エコライフ･フェア2008』関連特別番組「SAVE THE FUTURE」のため休止。6月14日は岩手・宮城内陸地震関連特別編成のため30分繰り下げ。

### オトコマエ!2（放送日程）
| 各回   | 放送日         | サブタイトル    | 脚本     | 演出         |
| ------ | -------------- | --------------- | -------- | ------------ |
| 第1回  | 2009年09月05日 | 医は仁術なり    | 川上英幸 | 黛りんたろう |
| 第2回  | 2009年09月12日 | 千両小町        | 菱田信也 | 本木一博     |
| 第3回  | 2009年09月19日 | おかげさま      | 菱田信也 | 黛りんたろう |
| 第4回  | 2009年09月26日 | 里山の決戦 前編 | 川上英幸 | 本木一博     |
| 第5回  | 2009年10月03日 | 里山の決戦 後編 | 川上英幸 | 本木一博     |
| 第6回  | 2009年10月10日 | 佐和の恩返し    | 菱田信也 | 田中英治     |
| 第7回  | 2009年10月17日 | 夫婦日和        | 飯野陽子 | 黛りんたろう |
| 第8回  | 2009年10月24日 | 落とし穴 前編   | 川上英幸 | 本木一博     |
| 第9回  | 2009年10月31日 | 落とし穴 後編   | 川上英幸 | 本木一博     |
| 第10回 | 2009年11月14日 | 恋のからくり    | 菱田信也 | 田中英治     |
| 第11回 | 2009年11月21日 | 損して得とれ    | 梶本惠美 | 黛りんたろう |
| 第12回 | 2009年11月28日 | 不肖の孫        | 飯野陽子 | 本木一博     |
| 第13回 | 2009年12月05日 | 静江の恋        | 梶本惠美 | 田中英治     |
| 最終回 | 2009年12月12日 | 卒業試験        | 菱田信也 | 田中英治     |

11月7日は2009NHK杯フィギュア「女子シングル・フリー」中継のため休止。

## 関連商品
- オトコマエ! DVD-BOX（2008年9月26日発売、NHKエンタープライズ、商品番号：12454AA）[2]
- NHK土曜時代劇 オトコマエ! オリジナル・サウンドトラック（2008年6月25日発売、HARBOR RECORDS、品番：NQCL-4001）[3]